# Watatsumi

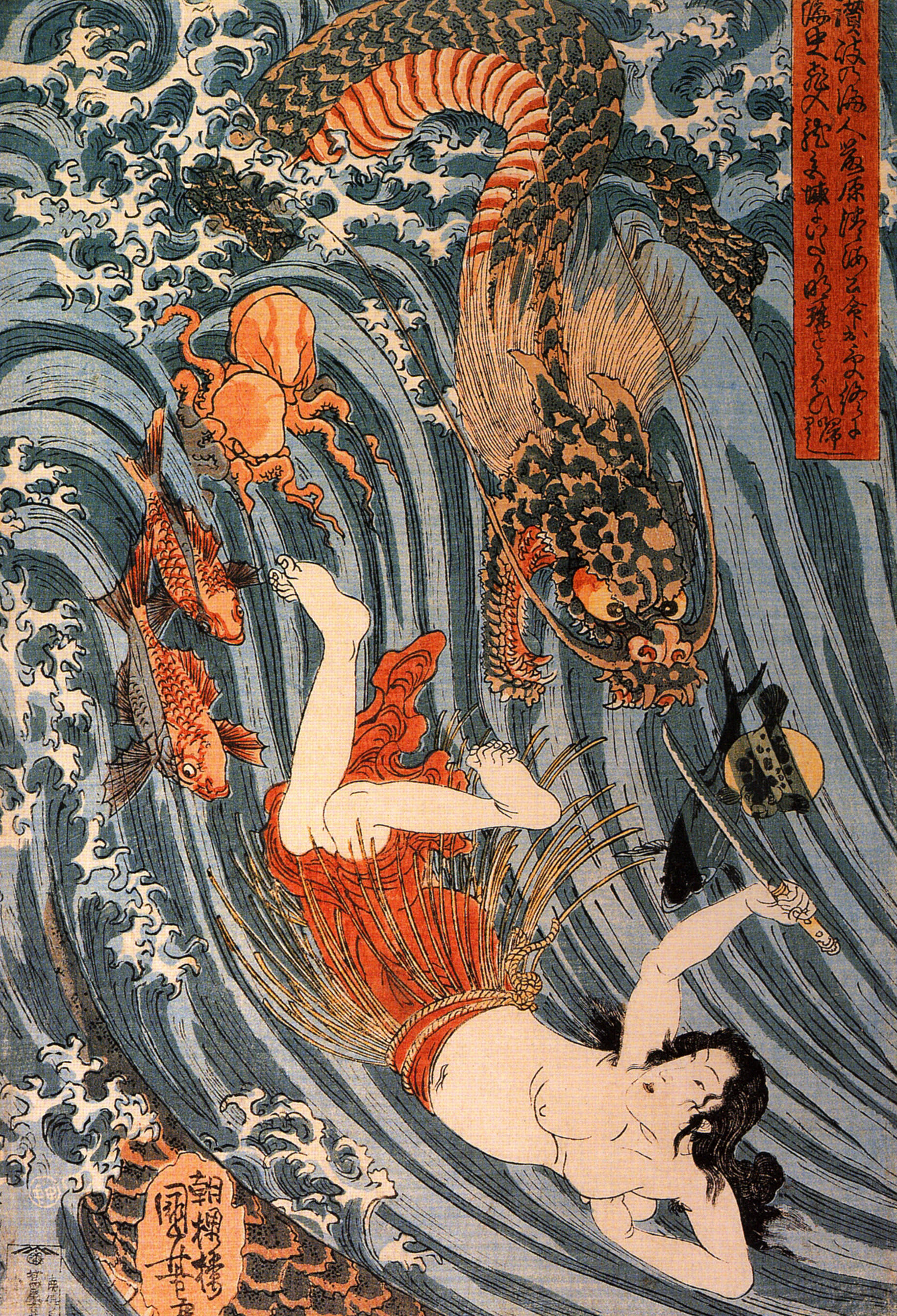
Watatsumi siendo perseguido por un dragón.

Watatsumi o Wadatsumi (también conocido como Shio-Zuchi, El viejo hombre de las mareas) en el sintoísmo es el más importante de los muchos dioses marinos. Fue creado cuando Izanagi se lavó en el mar, tras volver de la Tierra de la Oscuridad. Es el dominador de los peces y de todos los seres vivientes del mar y además es quien controla las mareas. Tiene el poder de controlar cualquier criatura que nade en el mar (incluyendo a los hombres) y puede mover las aguas del océano a su antojo. En su forma verdadera es un  dragón serpiente de color verde, pero se encuentra igualmente cómodo tomando la forma de un viejo hombre con agallas. Watatsumi vive en un gran palacio en el fondo del mar.
Por lo general, Watatsumi es una deidad benevolente. Regula las mareas de una forma tan regular que permite a los hombres predecir sus movimientos y evitar su daños. Cuando alguien visita su palacio se comporta como un buen anfitrión. Los augurios de Watatsumi son llevados normalmente por su mensajero, un monstruo marino llamado Wani, aunque pueden también llegar a los hombres en forma de mareas violentas o extrañas.
- Datos: Q1474187